# Francisca Crovetto
Pour les articles homonymes, voir Crovetto.
Crovetto  Chadid est un nom espagnol. Le premier nom de famille, en général paternel, est Crovetto ; le second, en général maternel, souvent omis, est Chadid.
Francisca Crovetto Chadid (Santiago, 27 avril 1990) est une tireuse chilienne. Elle reçoit le prix national du sport en 2019. Lors de sa quatrième participation aux jeux olympiques, elle devient championne olympique à Paris en 2024, et devient la première femme chilienne à recevoir l'or olympique. Elle a également remporté différents jeux panaméricains et sudaméricains.

## Carrière
À l'âge de 3 ans, son père l'amène dans un club d'amis qui pratiquent le tir sportif, où elle commence peu à peu à s'intégrer. À l'âge de 13 ans, elle tire pour la première fois et pratique tous les week-ends. À ce moment, elle suit sa scolarité en septième basique au collège Princess Anne School de San Miguel. Entre 2003 et 2004, elle pratique le Parcours de chasse et le Skeet olympique, avant de se concentrer uniquement sur le skeet.[réf. nécessaire]
Bien qu'elle soit originaire de la commune santiaguine de San Miguel, elle fait son apprentissage du tir dans un club fondé par son père dans la localité de Calera de Tango,.
À ses 17 ans, lors des Jeux panaméricains de Rio de Janeiro, elle obtient une quatrième place dans sa discipline, et se qualifie pour les Jeux olympiques de Londres 2012, les premiers de sa carrière,.
En 2010 elle gagne la médaille d'or aux Jeux sud-américains de 2010 à Medellín, en Colombie, en détruisant 65 sur 75 plateaux. Cette même année elle remporte d'autres victoires : l'or lors de la Coupe Continentale Finale 2010 et aux Jeux Iberaméricains au Guatemala. De plus, elle finit 14e du Mondial Junior de Todas las Armas à Munich en Allemagne. L'année suivante, elle est deuxième aux Jeux panaméricains de 2011 à Guadalajara, au Mexique.[réf. nécessaire]
Elle est l'un des espoirs de médaille olympique du Chili pour Londres 2012. Malgré une bonne performance, elle termine huitième[réf. nécessaire].
Elle participe aux Jeux Sud-américains de Santiago 2014, où elle obtient une médaille d'argent avec un score de 67.
Au Championnat Mondial de tir 2014 à Grenade, en Espagne, elle échoue à un plateau près à obtenir une médaille et termine cinquième.
En 2015 elle obtient la troisième la médaille de bronze aux Jeux panaméricains de 2015 au Canada. Cette même année, elle se classe septième à la Coupe du Monde de Tir Skeet à Gabala, Azerbaïdjan, et se qualifie ainsi pour les Jeux olympiques de Rio de Janeiro 2016 Au rendez-vous olympique, elle finit 17e et n'atteint pas l'épreuve finale.
Elle reçoit le Prix National du Sport 2019 du Chili,.
Crovetto est la première sportive chilienne à se qualifier aux Jeux olympiques de Tokyo 2020, après avoir obtenu une médaille de bronze aux jeux panaméricains de tir de Guadalajara de 2018. L'année suivante elle gagne une médaille d'argent aux Jeux panaméricains de Lima et en 2021, pendant la Coupe Mondiale de Tir en Croatie, elle obtient une médaille d'or dans la catégorie d'équipes mixtes aux côtés d'Héctor Flores et une médaille d'argent dans la catégorie dames,,.
Lors de la cérémonie d'ouverture des Jeux olympiques de Tokyo, le 23 juillet 2021, elle est la porte-drapeau du Chili avec le volleyeur Marco Grimalt. Crovetto ne parvient pas à se qualifier pour la finale du skeet aux Jeux olympiques, où elle réussit 112 tirs en cinq tours.
En 2024, elle devient championne olympique à Paris, mettant fin à 16 ans sans médaille olympique pour le Chili et 20 ans sans médaille d'or olympique. Cette médaille d'or olympique est la troisième dans l'histoire olympique du pays, et la première pour une femme.

## Vie personnelle
Francisca étudie l'ingénierie en biotechnologie moléculaire à l'université du Chili.

## Palmarès
| Date | Compétition                  | Lieu                     | Catégorie | Résultat |
| ---- | ---------------------------- | ------------------------ | --------- | -------- |
| 2007 | Jeux panaméricains           | Rio de Janeiro, Brésil   | skeet     | 4e       |
| 2009 | Copa Continental Juvenil     | Concepción, Chili        | skeet     | 1re      |
| 2010 | Copa Continental             | Guatemala, Guatemala     | skeet     | 1re      |
| 2010 | Championnat Iberaméricain    | Guatemala, Guatemala     | tir skeet | 1re      |
| 2010 | Championnat panaméricain     | Rio de Janeiro, Brésil   | tir skeet | 1        |
| 2010 | Championnat du Monde Juvenil | Munich, Allemagne        | tir skeet | 14       |
| 2010 | Jeux sud-américains          | Medellín, Colombie       | tir skeet | 1        |
| 2011 | Jeux panaméricains           | Guadalajara, Mexique     | tir skeet | 2        |
| 2011 | Coupe du Monde               | Concepción, Chili        | tir skeet | 21       |
| 2011 | Coupe du Monde               | Pékin, China             | tir skeet | 35       |
| 2011 | Championnat du Monde         | Belgrade, Serbie         | tir skeet | 27       |
| 2011 | Coupe du Monde               | Maribor, Slovénie        | tir skeet | 51       |
| 2012 | Coupe du Monde               | Lonato, Italie           | tir skeet | 3        |
| 2012 | Coupe du Monde               | Tucson, États-Unis       | tir skeet | 5        |
| 2012 | Championnat du Monde         | Maribor, Slovénie        | tir skeet | 10       |
| 2012 | Coupe du Monde               | Londres, Royaume-Uni     | tir skeet | 26       |
| 2012 | Jeux olympiques de Londres   | Londres, Royaume-Uni     | tir skeet | 8        |
| 2013 | Coupe du Monde               | Grenade, Espagne         | tir skeet | 8        |
| 2013 | Championnat du Monde         | Lima, Pérou              | tir skeet | 32       |
| 2013 | Coupe du Monde               | Acapulco, Mexique        | tir skeet | 10       |
| 2013 | Coupe du Monde               | Nicosie, Chypre          | tir skeet | 17       |
| 2013 | Coupe du Monde               | Al-Aïn, EAU              | tir skeet | 32       |
| 2013 | Jeux bolivariens             | Trujillo, Pérou          | tir skeet | 1        |
| 2014 | Championnat du Monde         | Granada, Espagne         | tir skeet | 5        |
| 2014 | Coupe du Monde               | Tucson, États-Unis       | tir skeet | 7        |
| 2014 | Championnat panaméricain     | Guadalajara, Mexique     | tir skeet | 7        |
| 2014 | Coupe du Monde               | Munich, Allemagne        | tir skeet | 31       |
| 2014 | Jeux sud-américains          | Santiago, Chili          | tir skeet | 2        |
| 2015 | Coupe du Monde               | Qabala, Azerbaïdjan      | tir skeet | 7        |
| 2015 | Championnat du Monde         | Lonato, Italie           | tir skeet | 12       |
| 2015 | Coupe du Monde               | Larnaca, Chypre          | tir skeet | 12       |
| 2015 | Coupe du Monde               | Al-Aïn, EAU              | tir skeet | 24       |
| 2015 | Coupe du Monde               | Acapulco, Mexique        | tir skeet | 30       |
| 2015 | Jeux panaméricains           | Toronto, Canada          | tir skeet | 3        |
| 2016 | Coupe du Monde               | Rio de Janeiro, Brésil   | tir skeet | 16       |
| 2016 | Coupe du Monde               | Saint-Marin, Saint-Marin | tir skeet | 17       |
| 2016 | Coupe du Monde               | Nicosie, Chypre          | tir skeet | 8        |
| 2016 | Jeux olympiques              | Rio de Janeiro, Brésil   | tir skeet | 19       |
| 2017 | Championnat du Monde         | Moscou, Russie           | tir skeet | 32       |
| 2017 | Jeux bolivariens             | Santa Marta, Colombie    | tir skeet | 1        |
| 2019 | Jeux panaméricains           | Lima, Pérou              | tir skeet | 2        |
| 2023 | Jeux panaméricains           | Santiago, Chili          | tir skeet | 1        |
| 2024 | Jeux olympiques              | Paris, France            | tir skeet | 1        |

## Distinctions
| Distinction                                                                                | Année |
| ------------------------------------------------------------------------------------------ | ----- |
| Prix à la Meilleure Sportive de Tir au Vol par le Cercle de Journalistes Sportifs du Chili | 2011  |
| Prix à la Meilleure Sportive de Tir au Vol par le Cercle de Journalistes Sportifs du Chili | 2012  |
| Prix à la Meilleure Sportive de Tir au Vol par le Cercle de Journalistes Sportifs du Chili | 2013  |
| Prix à la Meilleure Sportive de Tir au Vol par le Cercle de Journalistes Sportifs du Chili | 2014  |
| Prix à la Meilleure Sportive de Tir au Vol par le Cercle de Journalistes Sportifs du Chili | 2015  |
| Prix de la Meilleure Sportive de la Team Chili                                             | 2015  |
| Prix National du Sport                                                                     | 2019  |